# متروک (فیلم ۲۰۰۶)
متروک (به انگلیسی: The Abandoned) یک فیلم سینمایی ترسناک محصول سال ۲۰۰۶ به نویسندگی و کارگردانی ناچو سردا با بازی آناستازیا هیلی، کارلوس ریگ، والنتین گانف و کارل رودن است. این فیلم دربارهٔ یک تهیه‌کننده فیلم آمریکایی است که برای کشف حقیقت در مورد تاریخ خانوادگی خود به کشور خود، روسیه بر می‌گردد.
این فیلم تولید مشترک بلغارستان، اسپانیا و انگلستان است.

## خلاصه داستان
یک خانواده دهقان روسی مشغول شام خوردن هستند که یک کامیون در برابر حیاط خانه متوقف می‌شود. پدر خانواده درِ کامیون را باز می‌کند و با جسد یک زن و دو نوزاد گریان در صندلی کنار وی مواجه می شود.